# Список умерших в 1501 году
В этой статье представлен список известных людей, умерших в 1501 году.
См. также: Категория:Умершие в 1501 году

## Январь
- 3 января — Алишер Навои — выдающийся поэт Востока, философ суфийского направления, государственный деятель тимуридского Хорасана.

## Июнь
- 17 июня — Ян I Ольбрахт — король Польши с 23 сентября 1492 (провозглашение избрания королём 27 августа 1492).

## Август
- 20 августа — Агостино Барбариго — 74-й венецианский дож.